# 中国驻索马里大使列表
本列表為中華人民共和國駐索马里历任大使名录。

## 历任中国驻索马里大使

### 中华人民共和国驻索马里大使（1961年－1991年）
1960年12月14日，中华人民共和国和索马里建交。1990年底，索马里内战爆发，中国驻索马里大使馆、医疗队和工程技术人员于1991年1月被迫撤离。撤馆期间，由中国驻肯尼亚使馆代管索马里有关事务。
| 姓名   | 任命           | 任命          | 到任           | 递交国书       | 免职           | 免职          | 离任          | 外交衔级 | 外交职务     | 备注         |
| 姓名   | 全国人大常委会 | 主席          | 到任           | 递交国书       | 全国人大常委会 | 主席          | 离任          | 外交衔级 | 外交职务     | 备注         |
| ------ | -------------- | ------------- | -------------- | -------------- | -------------- | ------------- | ------------- | -------- | ------------ | ------------ |
| 聂影   | 不適用         | 不適用        | 1961年3月13日  | 1961年3月15日  | 不適用         | 不適用        | 1961年5月     | 参赞     | 临时代办     | 筹备开馆     |
| 张越   | 1961年3月22日  | 1961年3月17日 | 1961年5月29日  | 1961年6月3日   | 1964年7月22日  | 1964年9月17日 | 1964年7月20日 | 大使     | 特命全权大使 |              |
| 杨守正 | 1964年7月22日  | 1964年9月17日 | 1964年9月26日  | 1964年9月29日  | 不適用         | 不適用        | 1967年1月     | 大使     | 特命全权大使 |              |
| 郑佩堂 | 不適用         | 不適用        | 1967年1月      | 不適用         | 不適用         | 不適用        | 1968年        | 参赞     | 临时代办     |              |
| 张景芳 | 不適用         | 不適用        | 1968年         | 不適用         | 不適用         | 不適用        | 1970年9月     | 二等秘书 | 临时代办     | 后升一等秘书 |
| 樊作楷 | 不適用         | 不適用        | 1970年9月22日  | 1970年10月4日  | 1976年12月2日  | 不適用        | 1975年1月16日 | 大使     | 特命全权大使 |              |
| 张世杰 | 1975年3月17日  | 不適用        | 1975年3月15日  | 1975年3月30日  | 1979年4月3日   | 不適用        | 1979年4月12日 | 大使     | 特命全权大使 |              |
| 李玉池 | 1979年11月29日 | 不適用        | 1979年10月14日 | 1979年10月17日 | 1983年5月9日   | 不適用        | 1983年2月27日 | 大使     | 特命全权大使 |              |
| 王世琨 | 1983年5月9日   | 不適用        | 1983年9月      | 1983年9月28日  | 1985年9月6日   | 1986年1月19日 | 1985年11月3日 | 大使     | 特命全权大使 |              |
| 施承训 | 1985年9月6日   | 1986年1月19日 | 1986年1月      | 1986年1月30日  | 1989年10月31日 | 1990年4月7日  | 1990年3月     | 大使     | 特命全权大使 |              |
| 徐英杰 | 1989年10月31日 | 1990年4月7日  | 1990年4月      | 1990年5月9日   | 1991年12月29日 | 1992年3月4日  | 1991年1月     | 大使     | 特命全权大使 |              |

### 中华人民共和国驻索马里大使（2014年至今）
2014年10月12日，中国驻索马里大使馆在摩加迪沙正式复馆。
| 姓名   | 任命           | 任命           | 到任           | 递交国书       | 免职           | 免职          | 离任           | 外交衔级 | 外交职务     | 备注               |
| 姓名   | 全国人大常委会 | 主席           | 到任           | 递交国书       | 全国人大常委会 | 主席          | 离任           | 外交衔级 | 外交职务     | 备注               |
| ------ | -------------- | -------------- | -------------- | -------------- | -------------- | ------------- | -------------- | -------- | ------------ | ------------------ |
| 韦宏添 | 不適用         | 不適用         | 2014年7月2日   |                | 不適用         | 不適用        | 2014年10月11日 | 大使     | 临时代办     | 候任大使，筹备复馆 |
| 韦宏添 | 2014年8月31日  | 2014年10月16日 | 2014年10月11日 | 2014年12月15日 | 2016年11月7日  | 2017年3月12日 | 2017年2月      | 大使     | 特命全权大使 |                    |
| 覃俭   | 2016年11月7日  | 2017年3月12日  | 2017年3月16日  | 2017年4月15日  | 2021年4月29日  | 2021年9月3日  | 2021年6月      | 大使     | 特命全权大使 |                    |
| 费胜潮 | 2021年4月29日  | 2021年9月3日   | 2021年8月18日  | 2021年9月7日   |                | 2024年8月23日 | 2024年4月      | 大使     | 特命全权大使 |                    |
| 王昱   |                | 2024年8月23日  | 2024年8月6日   | 2024年8月21日  | 现任           |               |                | 大使     | 特命全权大使 |                    |